# Salvatore Rumeo
Salvatore Rumeo (ur. 23 maja 1966 w Caltanissetta) – włoski duchowny katolicki, biskup Noto od 2023.

## Życiorys
Święcenia kapłańskie otrzymał 29 czerwca 1990 i został inkardynowany do diecezji Caltanissetta. Pracował głównie jako duszpasterz parafialny. Był też m.in. dyrektorem kilku kurialnych wydziałów, wykładowcą instytutów w Caltanissetta, Mesynie i Palermo, a także dyrektorem seminaryjnej biblioteki.
22 grudnia 2022 papież Franciszek mianował go ordynariuszem diecezji Noto. Sakry udzielił mu 18 marca 2023 biskup Mario Russotto.